# Suiling

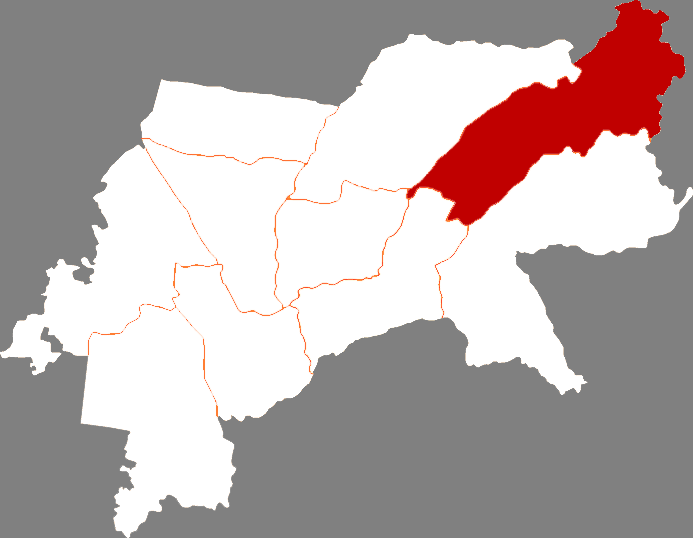
Standort des Landkreises Suiling in der Stadt Suihua, China

Suiling (chinesisch 绥棱县) ist ein Kreis im Nordosten der Volksrepublik China. Er gehört zum Verwaltungsgebiet der bezirksfreien Stadt Suihua in der Provinz Heilongjiang. Suiling hat eine Fläche von 4.312 km² und zählt 211.907 Einwohner (Stand: Zensus 2020). Sein Hauptort ist die Großgemeinde Suiling (绥棱镇).